# (10590) 1996 OP2
1996 أو بي 2 (ويعرف أيضًا باسم (10590) 1996 أو بي 2 وفق تسمية الكوكب الصغير) (بالإنجليزية: 1996 OP2)‏ هو كويكب ضمن حزام الكويكبات؛ وترتيبه 10590 من حيث الاكتشاف.
اكتُشف هذا الجُرم الفلكي بواسطة Andrea Boattini ‏ في 24 يوليو 1996.

## وصلات خارجية
- (10590) 1996 OP2 في قاعدة بيانات مختبر الدفع النفاث لأجرام النظام الشمسي الصغيرة

- الاكتشاف · مخطط المدار ·  العناصر المدارية · المعلمات المادية

- (10590) 1996 OP2 على موقع ويكي سكاي: DSS2, SDSS, GALEX, IRAS, Hydrogen α, X-Ray, Astrophoto, Sky Map, Articles and images